# Триглав (гора)
Три́глав (словен. Triglav) — гора в Словении, высочайшая вершина страны, бывшей Югославии и Юлийских Альп. Высота горы — 2864 метра. Триглав — национальный символ Словении, изображён на гербе и флаге страны. Гора с окрестностями объявлена единственным в Словении национальным парком.
Гора получила своё название из-за трёхглавой вершины, наиболее известный её профиль, изображённый на флаге Словении, наблюдается из города Радовлица.
На вершине горы находится башня Альяжев столб, металлическая конструкция, воздвигнутая на вершине 7 августа 1895 года священником Якобом Альяжем.
Впервые гору покорили 26 августа 1778 года четыре словенских альпиниста — Лука Корошец, Матия Кос, Штефан Рожич и Ловренц Вилломитцер.
В мифологии словенцев гора Триглав занимала особое место, широко известна легенда об обитавшем на склоне Триглава горном козле Златороге с рогами из чистого золота. В честь него названа одна из самых известных пивных марок Словении — «Златорог».
Окрестности Триглава за пределами национального парка являются популярным направлением горнолыжного туризма.